# Erik Beckman
Knut Erik Vilhelm Montan Beckman, född 23 april 1935 i Vänersborgs församling, Älvsborgs län, död 8 juni 1995 i Sigtuna församling, Stockholms län, var en svensk författare och litteraturkritiker. 

## Biografi
Beckman blev fil. kand. 1958 och fil. mag. 1961. Han var lärare vid Hola folkhögskola i Prästmon 1961–77 och litteraturkritiker i Dagens Nyheter 1977–84.
Beckman debuterade 1963 med diktsamlingen Farstu. Utöver lyrik kom han att skriva romaner och ett antal radiopjäser. Han kunde göra realistiska porträtt av människor och landskap, men föredrog ofta att leka med språk och form, bryta sönder språket och möblera om i syntaxen. Det hindrade inte att han behöll kontakten med omvärlden, och i sina senare böcker tog han även upp sociala och politiska problem till behandling.

### Privatliv
Erik Beckman var son till Teodor Beckman, kontraktsprost i Rämmen i Värmland, och gymnastikdirektören Vera Beckman, född Gawell. Från 1961 till hennes död 1990 var han gift med Lena Jacobsson. Han var far till litteraturkritikern Åsa Beckman, kulturjournalisten Eva Beckman och konstnären Jonas Beckman.

## Priser och utmärkelser
- 1966 – Aftonbladets litteraturpris
- 1966 – Litteraturfrämjandets stipendiat
- 1967 – Albert Bonniers stipendiefond för yngre och nyare författare
- 1970 – Litteraturfrämjandets stipendiat
- 1972 – Doblougska priset
- 1980 – Aniarapriset
- 1982 – Stig Carlson-priset
- 1983 – Sveriges Radios lyrikpris
- 1984 – Gun och Olof Engqvists stipendium
- 1985 – Läkerols kulturpris
- 1991 – De Nios Stora Pris
- 1993 – Gun och Olof Engqvists stipendium